# كيمب توني
كيمب توني (بالإنجليزية: Kemp Toney)‏ هو سياسي أمريكي، ولد في 2 مارس 1876، وتوفي في 9 مارس 1955 في الولايات المتحدة. حزبياً، نشط في الحزب الديمقراطي. وقد انتخب عضو مجلس نواب أركنساس.